# Memmia de reis postulandis
La lex Memmia de reis postulandis va ser una antiga llei romana que prohibia demandar i acusar persones que estaven absents per servei a l'estat Romà. La data de la seva aprovació és incerta, però podria haver estat aprovada l'any 140 aC quan eren cònsols Gai Leli Sapient i Quint Servili Cepió.